# Alfons Mucha
Alfons Maria Mucha (tjeckiskt uttal (fil)) (eller Alphonse Maria Mucha), född 24 juli 1860 i Ivančice i Mähren, död 14 juli 1939 i Prag, var en tjeckisk målare, grafiker och formgivare.

## Biografi

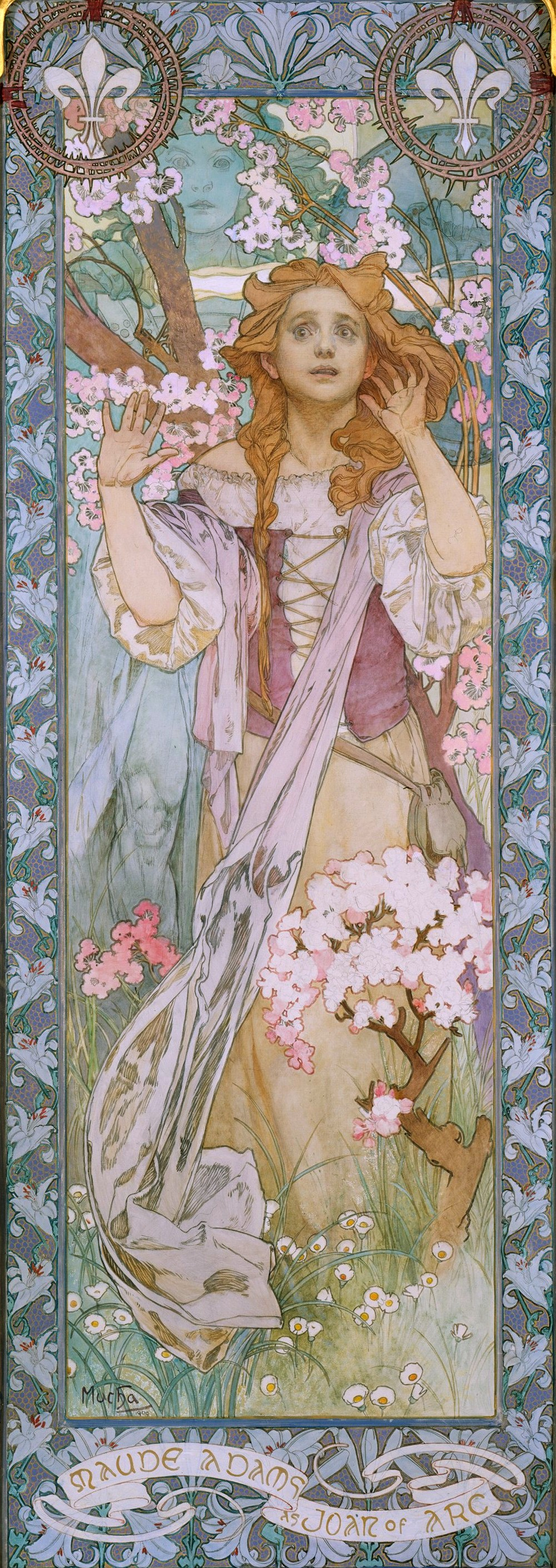
Affisch för Metropolitan, föreställande Maude Adams i rollen som Jeanne d’Arc, 1909.

Mucha började sin konstbana som autodidakt. Mucha följde olika utbildningar under 1870- och 80-talen och försörjde sig samtidigt som illustratör.  1879 började han vid en skola för scendekoration i Wien och gick samtidigt i en teckningsklass. Hans studier stöddes av greven Karl Khuen-Belasi. Han arbetade sedan på företaget Kautsky-Brioschi-Burghardt och hade Ringtheater som uppdragsgivare. När teatern brann 1881 förlorade han sin inkomstkälla och flyttade tillbaka till Mähren. 1885-1887 följde studier vid Akademie der Bildenden Künste i München.
Kring 1890 lärde han känna Paul Gauguin och inledde också ett samarbete med den franske förläggaren Armand Colin. Under den följande tioårsperioden verkade han mycket framgångsrikt som affischkonstnär, bland annat för skådespelerskan Sarah Bernhardt, inredningsarkitekt och som formgivare av glas och kläder. Mucha verkade 1906–1911 i USA och slog sig slutligen ned i Prag. Under senare delen av sitt liv arbetade Mucha främst med motiv från slavisk mytologi.
Muchas konst utmärks av linjeeffekter som likt de hos Carl Larsson betonar bildens tvådimensionella natur. Mucha kombinerar dessa med den elegans och symmetri som gärna associeras med secessionisterna i Wien. Jämfört med många andra jugendkonstnärer är Muchas konst mondän, lättsam och vacker. Den saknar de erotiska och mörka undertoner som annars är vanliga i jugendkonsten. 
Till 100-årsminnet av Muchas födelse gav det tjeckoslovakiska postverket i samband med Frimärkets dag 1960 ut ett frimärke med Muchas porträtt. En stor samlare av Muchas verk är Ivan Lendl som 2013 visade upp sin samling på stadshuset i Prag.
Asteroiden 5122 Mucha är uppkallad efter honom.

## Galleri

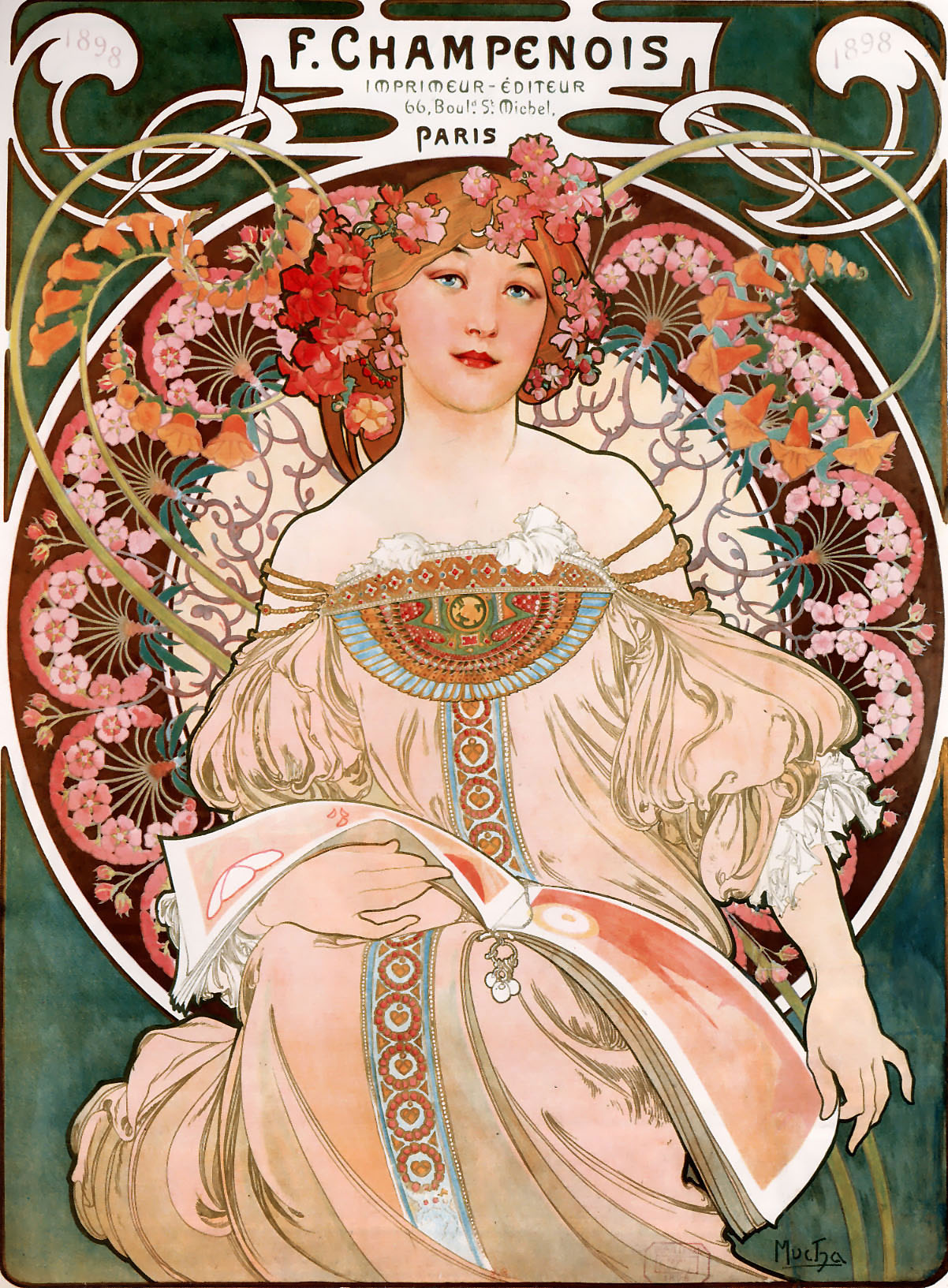
F. Champenois Imprimeur-Éditeur, litografi, 1897.
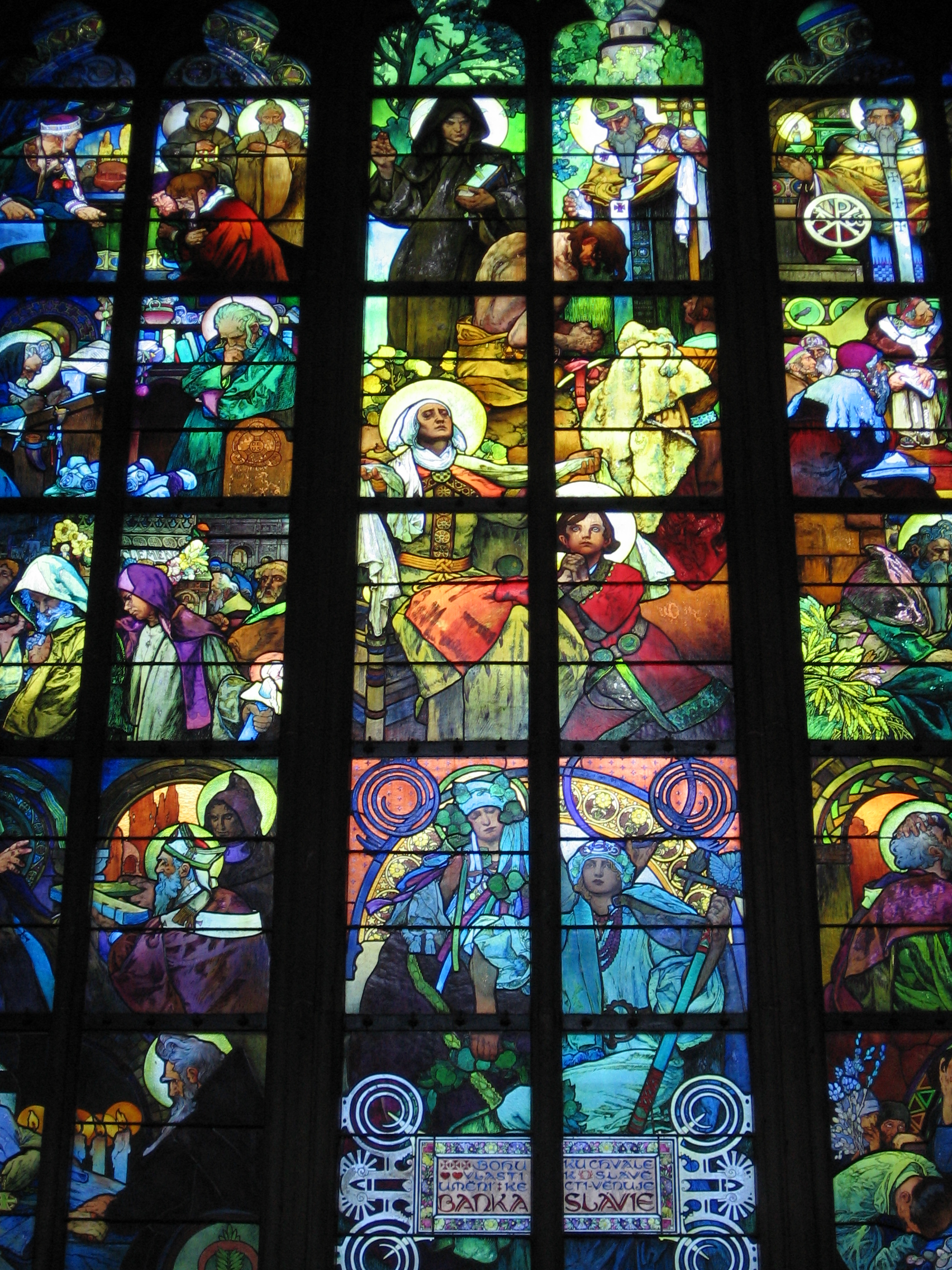
Mucha-fönstret i Sankt Vituskatedralen i Prag.
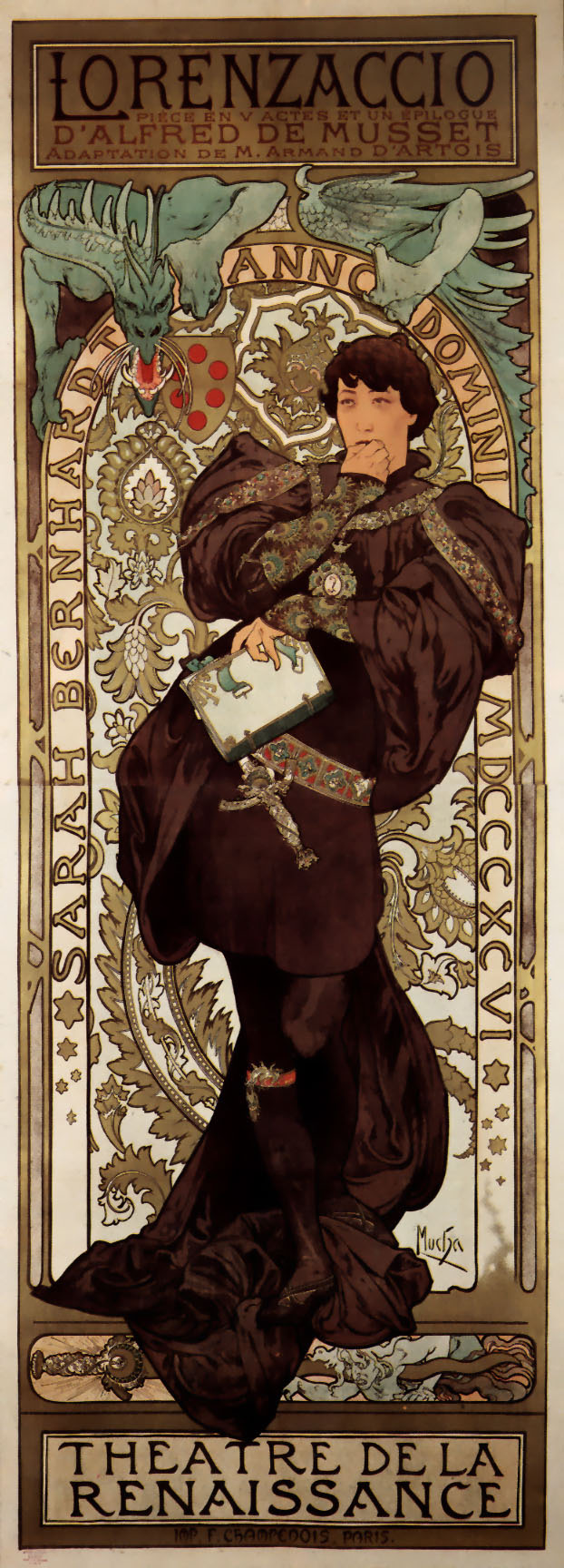
Lorenzaccio, 1896
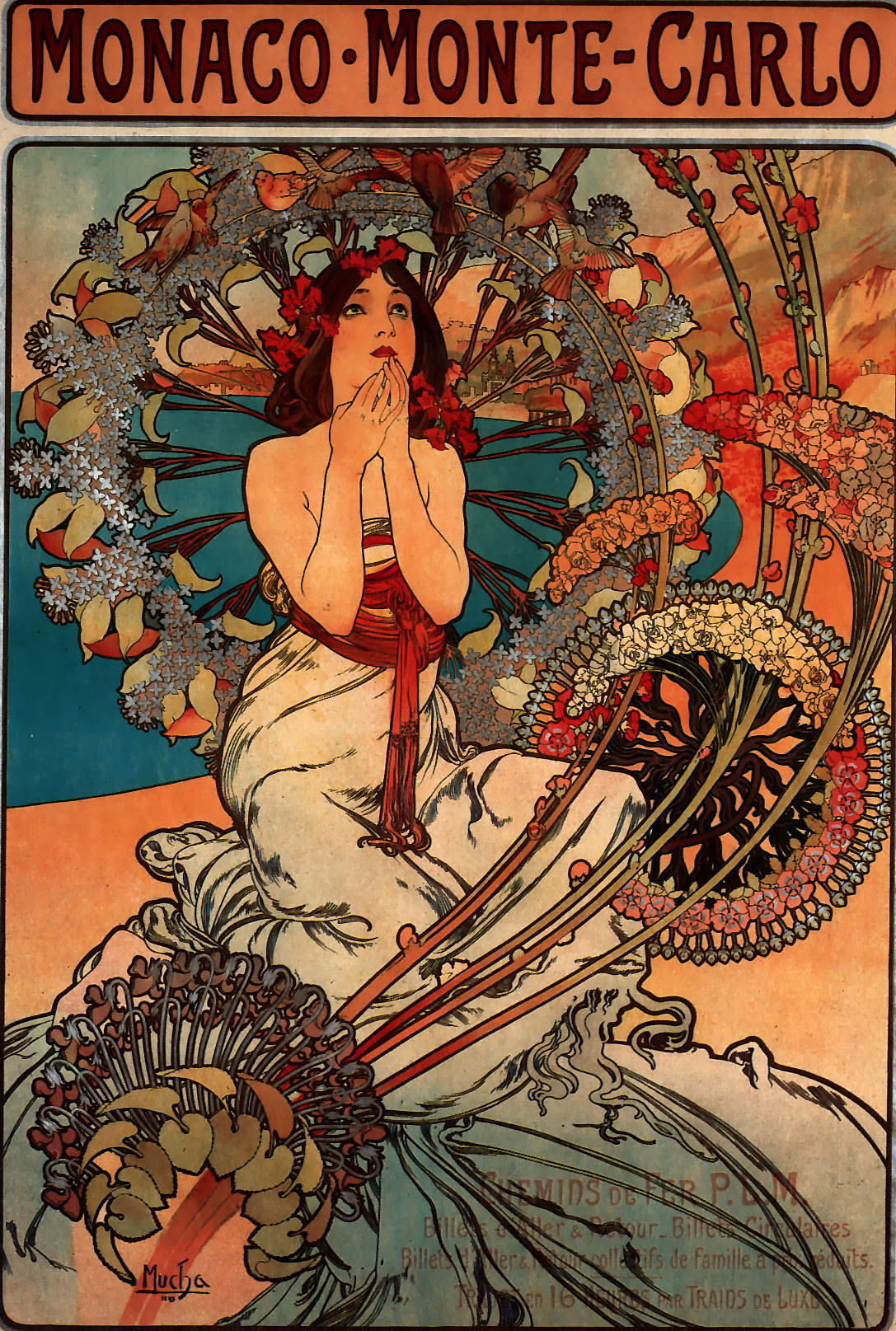
Monaco Monte Carlo, 1897
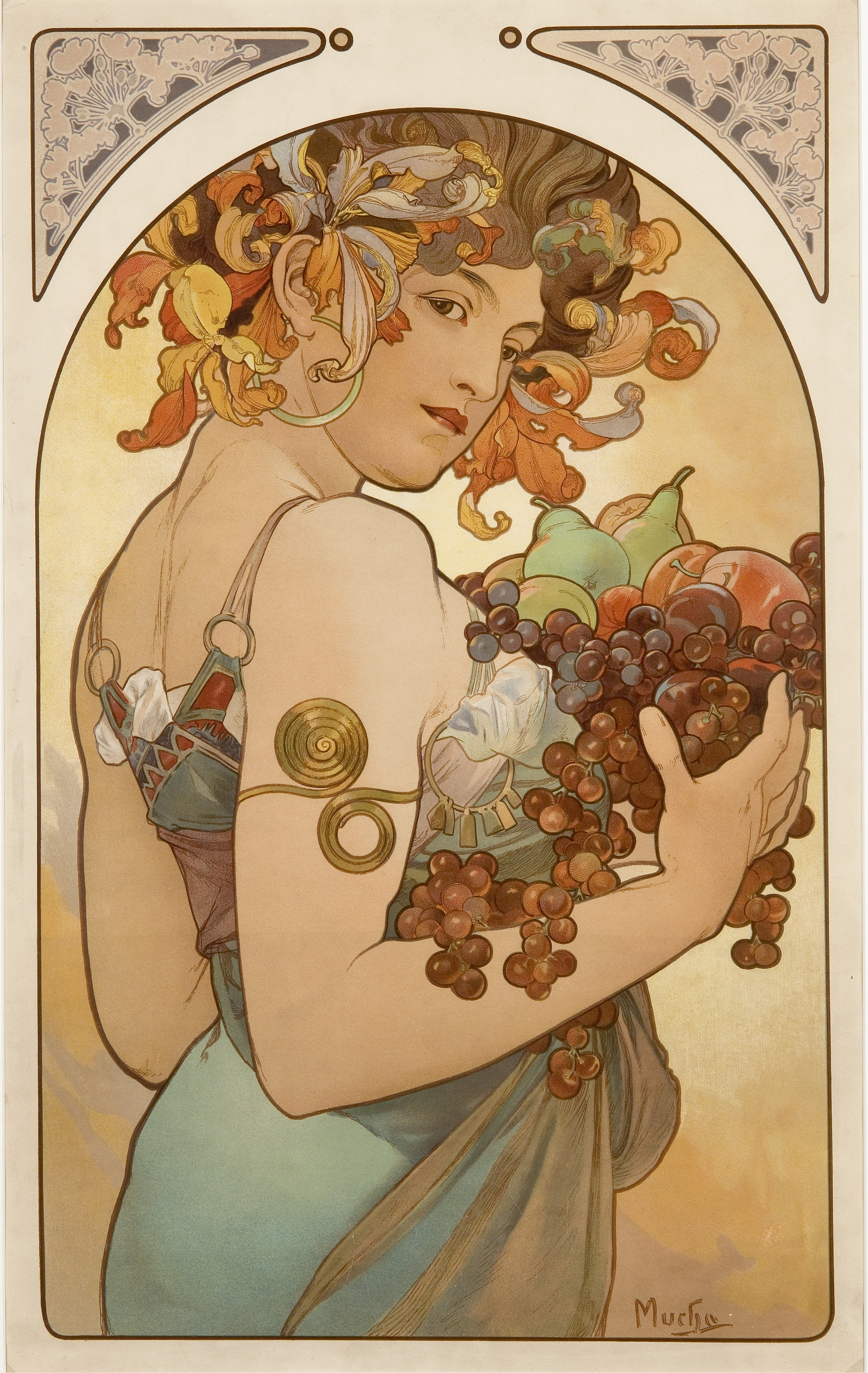
Frukter, 1897
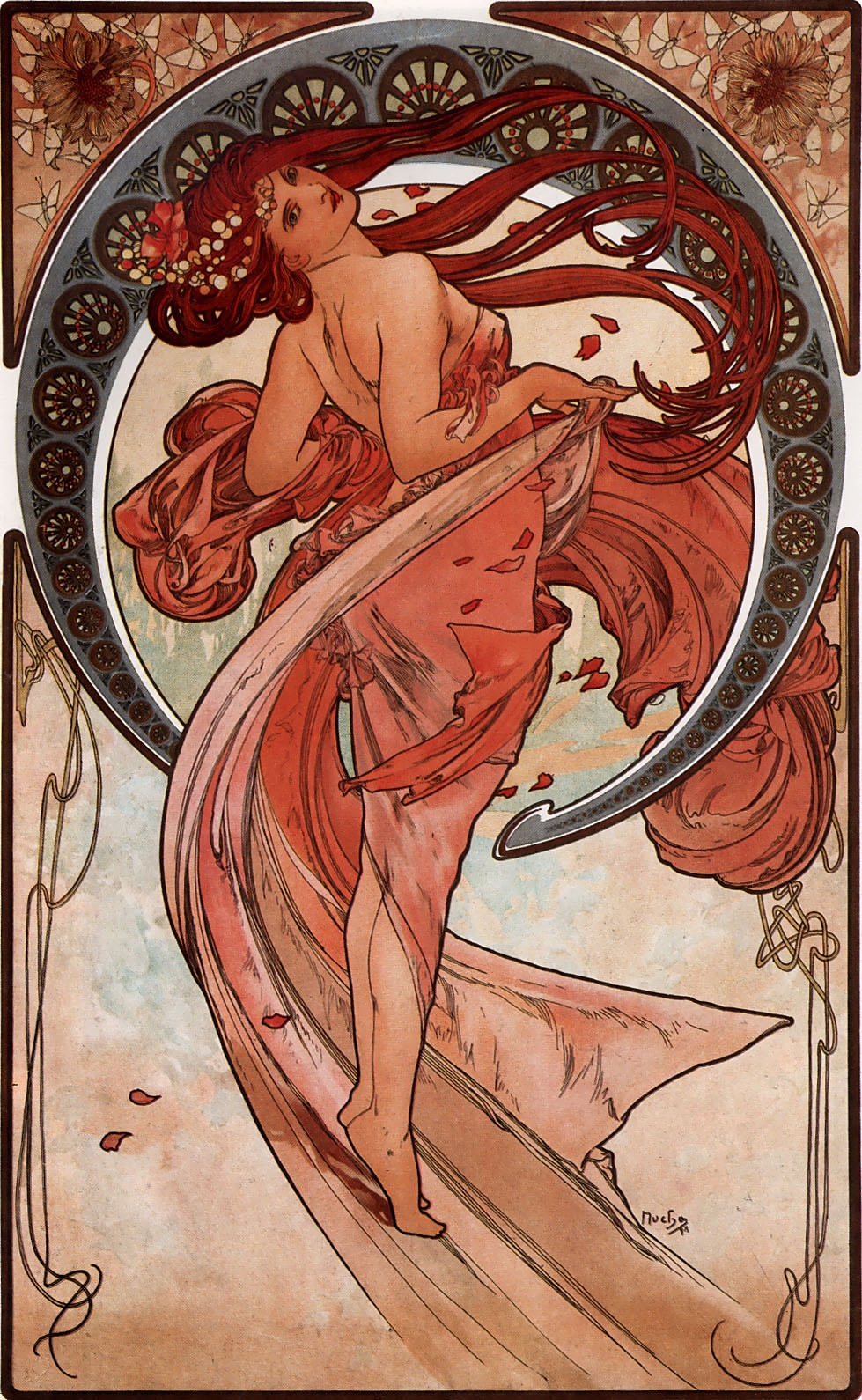
Dans, 1898